# Олександр Костка-Наперський

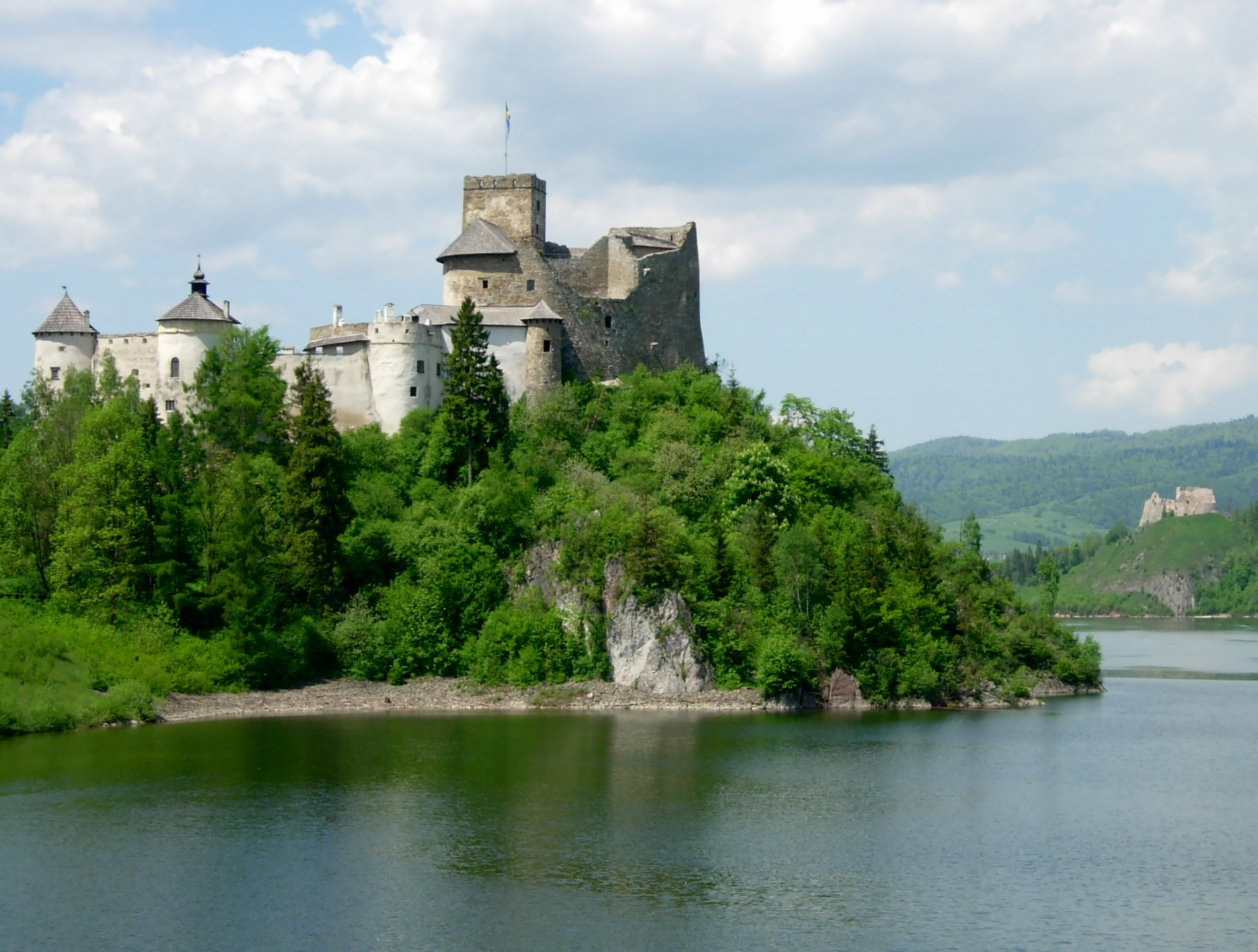
Чорштинський замок

Олександр Леон Костка-Наперський (пол. Aleksander Leon Kostka-Napierski;бл. 1620 — 18 липня 1651) — польський офіцер, керівник селянського повстання в Краківському Підгаллі в 1651 ріку.

## Біографія
Представник шляхетського роду із Мазовії герба «Дубрава». За однією з гіпотез він був шостим сином короля Сигізмунда III Вази і зведеним братом Владислава IV Вази, за іншою гіпотезою його звали «Войцєх Станіслав Бзовський».
У дитинстві Олександр був відданий на виховання мальборкському старості Миколі Рафаїлу Костці, кравчому польської королеви Констанції. Після 1637 року він перебував як паж при дворі королеви Цецилії-Ренати, де, ймовірно, навчився іноземним мовам (німецькій і шведській). Потім служив у коронній та іноземній армії.
Під час Тридцятирічної війни (1618-1648) Олександр Костка-Наперський протягом ряду років служив у шведській армії в Німеччині і мав чин капітана. До 1648 року Костка-Наперський повернувся до Польщі і знаходився при дворі короля Владислава IV Вази. У травні того ж року був відправлений через Гданськ до Англії, Франції,Іспанії та Швеції як посланник польського короля, щоб домогтися допомоги у війні проти турків. На початку червня 1648 року Костка-Наперський з'явився в Швеції при дворі королеви Христини, бідно одягнений, зі свитою, що складалася з трьох осіб, виступаючи в ролі посланця короля  Владислава IV. Вже тоді він називав себе Олександром Леоном із Штемберка Наперським.
У 1648 році, після смерті  Владислава IV шляхтич Олександр Костка-Наперський повернувся до Річ Посполитої, де, ймовірно, служив у королівському війську.
Навесні 1651 року Олександр Костка-Наперський з'явився в Краківському воєводстві і очолив селянське повстання в Підгаллі. Контактував з гетьманом Війська запорозького Богданом Хмельницьким і мав у себе його універсали. Сам він хвалився в листі, надісланому з Чорштину Станіславу Лентовському, що «має добрий союз з Хмельницьким та татарами». Олександр Костка-Наперський планував підняти селян на повстання, розіслати їх по гірських дорогах, а потім йти на Краків «і далі через всю, якщо вдасться, Польщу». Він швидко орієнтувався у ситуації, бував у маєтках і монастирях, часто відвідував Краків. Він завойовував собі довіру та загальні симпатії.
Очевидно, протягом тривалого часу Наперський перебував у бернардинському монастирі в Тинці, де створив свій опорний пункт. Його головними соратниками були Мартін Радоцький і Станіслав Лентовський.
У квітні 1651 року Костка-Наперський прибув з Тинцю в Новий Торг, звідки став агітувати і закликати селян гірських районів до повстання проти магнатів і шляхти. 12 червня 1651 року Олександр Костка-Наперський з групою (15-20 осіб) залишив Новий Торг, агітуючи навколишніх селян для повстання на Підгаллі.
У ніч з 14 на 15 червня невеликий повстанський загін під проводом Костки-Наперського захопив гірський Чорштинський замок на кордоні з Угорщиною. З Чорштину Олександр Костка-Наперський розіслав свої універсали, закликаючи населення до повстання і наказував збиратися під Чорштином, щоб 24 червня почати спільний похід на Краків, а потім на всю Польщу. Агенти Наперського безуспішно намагалися завербувати загони німецьких найманців у Сілезії.
Єпископ краківський Петро Гембицький, якому король Ян II Казимир доручив оборону Краківського воєводства від можливого нападу трансільванського князя Ракоці, зібрав військові сили та вирішив якнайшвидше придушити вогнище повстання. 16 червня передовий загін єпископа краківського під керівництвом добчицького старости Михайла Йордана підступив до Чорштину. Після невдалих спроб розпочати переговори Йордан розпочав облогу замку. Однак Олександр Костка-Наперський чинив противнику опір і змусив Михайла Йордана 18 червня відступити до Кракову.
Єпископ краківський Петро Гембицький відправляв до короля Яна II Казимира на Волинь з гонцями один лист за іншим, просячи у нього військової допомоги. Єпископ зміг зібрати невеликі сили (більше 1 тис. осіб з 6 знаряддями), які 22 червня обложили Чорштинський замок. Керував облогою полковник Вільгельм Яроцький. 25 червня 1651 року король Ян II Казимир відправив зі свого табору під Берестечко коронні сили (від 2 до 3 тис. осіб) під командуванням мечника Михайла Зебжидовського і конюшого Олександра Любомирського під Краків для придушення повстання в Підгаллі.
Надії Олександра Костки-Наперського на загальне повстання у Польщі не справдилися. Військо краківського єпископа обложило Чорштин, де знаходився сам Костка-Наперський, а з ним близько 40 осіб. Селянські загони, що зібралися, не зважилися пробитися через регулярні військові загони, озброєні артилерією. Облога Чорштина тривала з 22 по 24 червня. 24 червня зрадники здали замок полковнику Вільгельму Яроцькому і видали йому Олександра Костку-Наперського і Станіслава Лентовського. Усіх керівників заколоту було засуджено до смерті. 
18 липня 1651 року в Краківі Олександр Костка-Наперський був зазнаний болісній страті - спаленню на повільному вогні. Йому спочатку спалили один бік, потім інший, а потім напівживого посадили на палю. Його соратники Мартін Радоцький та Станіслав Лентовський також були страчені. Через кілька днів тіла вивезли і поховали в невідомому місці.

## Пам’ять

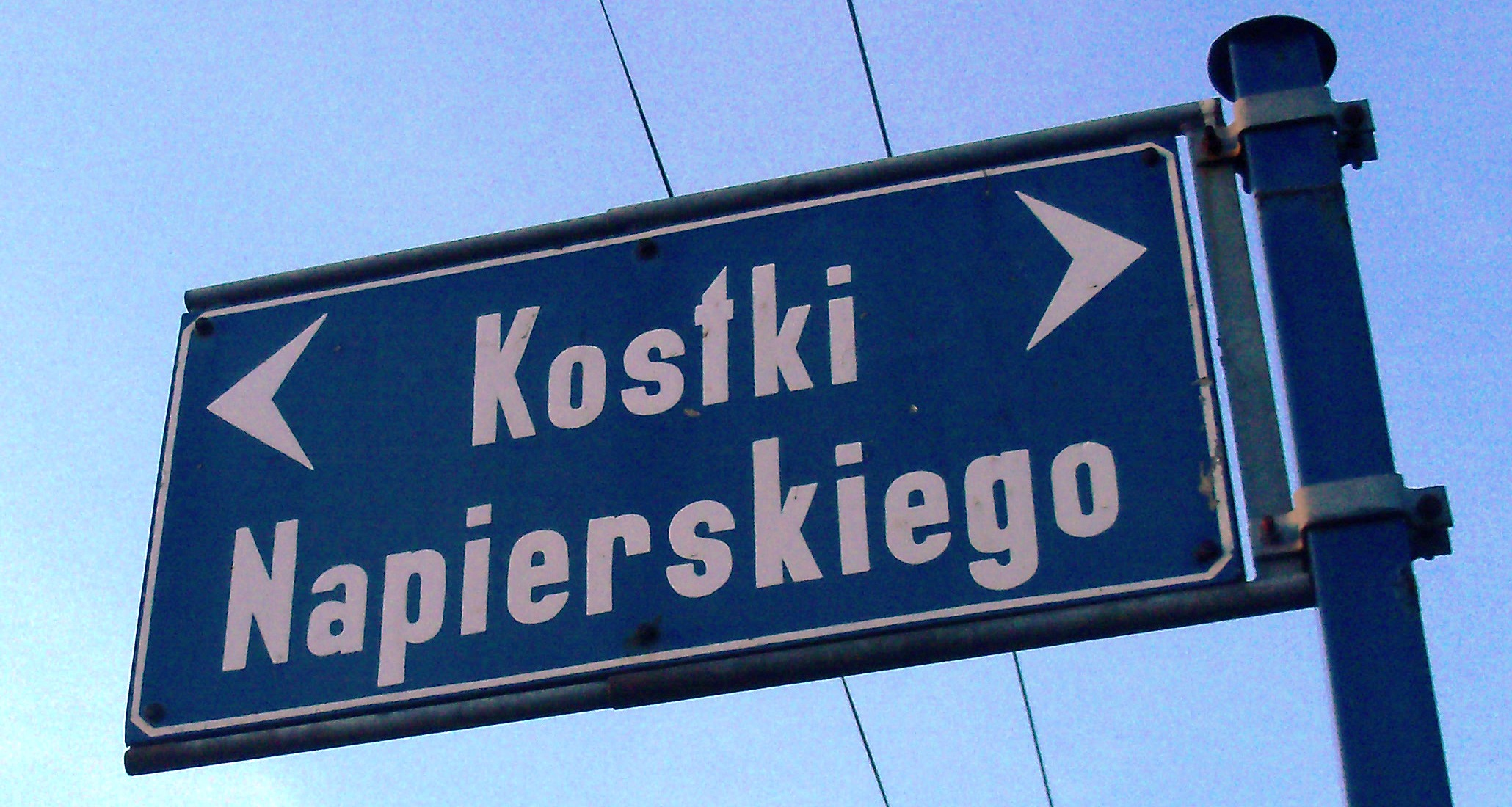
Вказівник в Катовиці

- Олександр Костка-Наперський представлений у романі польського письменника Владислава Оркана «Костка-Наперський. Роман XVII сторіччя» [4].
- Польський режисер Ян Батори у 1955 році зняв стрічку «Підгалля у вогні» («Podhale w ogniu»).
- Іменем Олександра Костки-Наперського названі вулиці в Щецині, Лодзі, Катовіце та Ґдині.